# Boubou

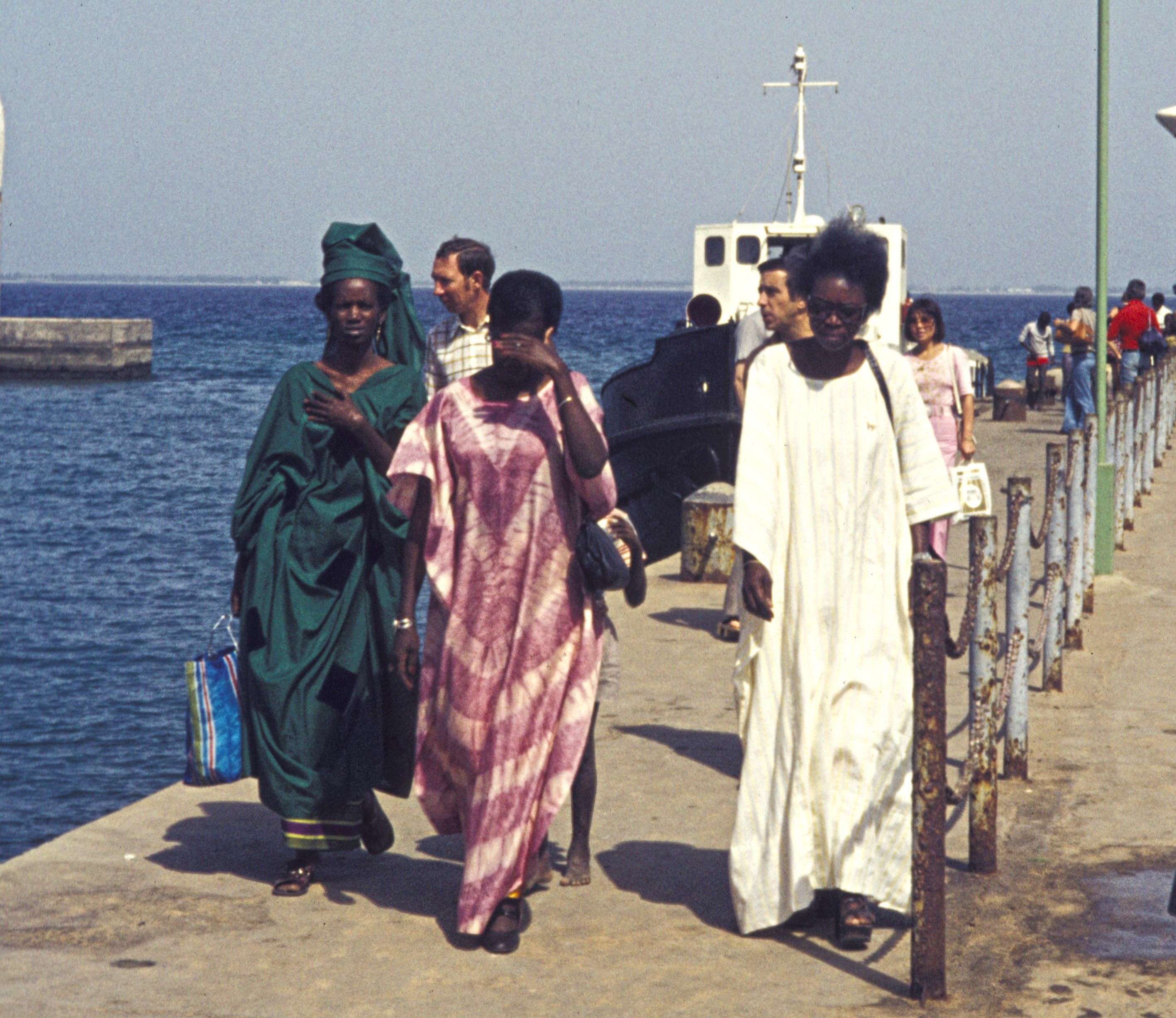
Kobiety ubrane w bubu, Senegal, lata 70. XX wieku

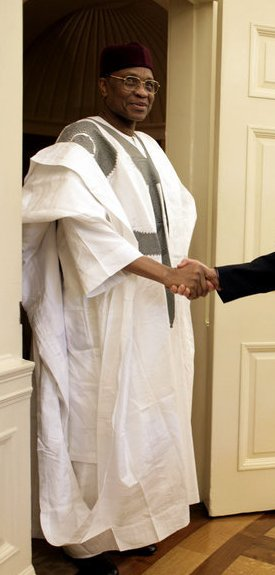
Prezydent Nigru Mamadou Tandja noszący grand boubou

Boubou, bubu (fr. boubou, od mbubb w języku wolof)  – tradycyjny strój afrykański noszony przez mężczyzn i kobiety, rodzaj długiej i obszernej sukni. Bardzo popularny w krajach Zachodniej Afryki. Podobny ubiór jest znany także pod innymi określeniami etnicznymi jak agbada u ludów Joruba czy riga (baba riga) u ludów Hausa i Fulbe.  Jego rozbudowaną, bardziej elegancką wersją jest grand boubou.
Boubou tradycyjnie jest wykonywane z jednego kawałka tkaniny o szerokości ok. 150 cm i różnej długości. Materiał jest składany na pół i zszywany po bokach do połowy długości, tak by utworzyć swobodne, lejące się rękawy. Wycięcie na głowę jest zakończone dekoltem: okrągłym w przypadku boubou kobiecego, w szpic – męskiego. Tkanina przeznaczana na grand boubou ma szerokość ok. 300 cm, a sam strój sięga do kostek.